# Камеамеа III
Камеамеа III (гав. Kauikeaouli; нар. 11 серпня 1813 Гаваї, США — пом. 15 грудня 1854 Гонолулу, Гавайське королівство) — король Гавайського королівства з 1825 по 1854 рік. Під час його правління Гаваї перетворилися з абсолютної монархії в християнську конституційну монархію (конституція приймалася в 1840 і 1852 роках). Його правління було найдовшим в історії Королівства і тривало протягом 29 років і 192 днів, хоча на початку свого правління він був під регентством королеви Каахумані, а пізніше Камехамеха II. Його метою було обережне балансування щодо модернізації країни, що веде до прийняття західного шляху, при збереженні основ національної культури недоторканими.

## Життєпис

### Раннє життя
Камеамеа народився в затоці Кіоау-Бей, на острові Гаваї, найбільший острів на архіпелазі Гавайських островів. Він був другим сином короля Камехамехі I та його першої дружини королеви Кетолуни, що народилася в Мауї. При народженні отримав ім'я Кауікеаулі. Дата народження точно невідома, але багато істориків припускаютьь, що він народився 17 березня 1814 року. Після його народження Куакіні відмовився прийняти його, оскільки Кауікеаулі здавався бездиханним. Однак було оголошено, що дитина житиме від пророка іншого вождя. Вони очищали немовля і клали його на священне місце, де провидиця обмахувала його віялом і окропляла водою, читаючи молитву. В результаті дитина почала ворушитися і видавати звуки. Кайкіоева була обрана опікуном дитини та забрала його на виховання у віддалену місцевість.
У Камеамеа було неспокійне дитинство. Він був розірваний між пуританськими християнськими принципами, нав'язаними королівству кухіна-нуі (королевою-регентом) Каахуману, яка була його мачухою, і бажанням шанувати старі традиції. Під впливом тодішнього губернатора Оаху Бокі та молодого Гавайського таїтійського священика Каомі, партнера Камеамеа, він збунтувався проти свого християнського вчення, створив секретний порядок Гуламуна (Пташине пір'я) і назвав його співправителем Каоми в місті Кіна'у. До 1835 він повернувся до шляхів місіонерів.

### Правління
Кауікеаулі став королем після смерті свого брата Камехамеха II в 1824 році . Камехамеха III почав писати перші офіційні закони Гаваїв і створив урядову структуру. Ці дії були викликані зростаючою загрозою колонізації з боку іноземних держав, яких цікавило стратегічне географічне розташування островів у Тихому океані. Камехамеха III отримав пораду від Вільяма Річардса, колишнього місіонера. Вільям Річардс вирушив до Сполучених Штатів, намагаючись дізнатися більше про західну політику та структуру уряду. Він навчив Камехамеху III своїх відкриттів, і разом вони створили першу конституцію Гаваїв у 1840 році. 
1835 року Камехамехи III передав в оренду 980 акрів землі в Кауаї Вільям Хупер, який створив першу постійну плантаціу цукрової тростини  в 1835 році. Протягом тридцяти років плантації діяли на чотирьох головних островах. Цукор повністю змінив економіку Гаваїв.
Найсерйозніший випадок втрати незалежності трапився 10 лютого 1843 року. Лорд Джордж Палет, капітан корабля Королівського ВМФ "ГМС Карісфорт" увійшов в гавань Гонолулу та захопив Форт Гонолулу, ефективно утримуючи контроль над містом. Палет зажадав, щоб король Камехамеха ІІІ зрікся свого престолу, а Гавайські острови були віддані Британській короні. Гавайський уряд задовільнив його вимоги, афера Полета протрималася пʼять місяців - знишувалися гавайські прапори та здійснювався перерозподіл землі[118], але до начальника Полета, адмірала Річард Томаса  було спрямовано протест, і, зʼясувавши ситуацію на місці, адмірал Томас скасував дії Полета. 31 липня 1843 р. відновлено Гавайський уряд. У промові відновлення Камехамеха ІІІ заявив: «Ua mau ke ea o ka 'āina i ka pono» ("Життя землі увічнене у праведності", "Життя країни навіки праведне"), що стало гаслом Гавайського королівства.
Важливим політичним рішенням було перенесення 1845 року столиці з Лахайни до Гонолулу, яка залишається столицею і донині. 10 лютого 1846 року було сформовано комісію з надання титулів. Камехамеха III після цього прийняв кілька законів, які визнавали права людини та нову систему власності на землю під назвою Великий Махеле, роздавши землі всім гавайцям. Це призвело до того, що називається Великим Махеле 1848 року, що перерозподілив землю між урядом, королем, знатю та простолюдинами. Іноземцям вперше було дозволено володіти землею на Гаваях за безоплатно. Багато простолюдинів не знали про цю програму та втратили можливість розподілу. 
Домінування американців у його кабінеті міністрів, збалансоване лише шотландцем Віллі та наполовину гавайкою Кеоні Аною, також знеохотило гавайців.
У 1849 році французький адмірал Луї Тромелін очолив вторгнення до Гонолулу. Французи пограбували місто після того, як король відмовився від його вимог. У вересні 1849 року було відправлено посольство разом зі спадкоємцем престолу принцом Олександром Ліхоліхо та Камехамехою V з дипломатичною місією. Вони повернулися з новим договором зі США, але зазнали невдачі у візитах до Великої Британії та Франції.
Протягом 1840-х років формальний законодавчий орган Гавайського королівства та кабінет міністрів замінили неформальну раду вождів. Вожді стали Палатою дворян, приблизно створеною за зразком Британської палати лордів. Сім обраних представників стали початком демократичного уряду. Кабінет міністрів складався з Таємної ради та п'яти впливових міністрів уряду.
Напочатку 1850-х років імпортні мита США на цукор з Гаваїв були набагато вищими, ніж імпортні тарифи, які гавайці стягували зі США, і Камехамеха III прагнув взаємності. Монарх хотів знизити тарифи США і зробити гавайський цукор конкурентоспроможним з іншими іноземними постачальниками. У 1854 році Камехамеха III запропонував політику взаємності між країнами, але ця пропозиція не пройшла в Сенаті США.
У 1851 році шотландсько-австралійський підприємець і моряк Бенджамін Бойд переконав короля Камехамеху III стати регентом Тихоокеанської імперії, що простягалася від Гаваїв і Маркізьких островів до Самоа та Тонга. Невдовзі після цього Бойд був убитий на Гуадалканалі.
Конституція 1852 року та наступне законодавство продовжували лібералізувати політику. Судову систему було об'єднано, замість того, щоб мати окремі суди для гавайців та іноземців. Місцеві гавайські магістрати стали окружними суддями, було сформовано Верховний суд, формалізовані правила голосування, а роль Палати представників посилена.
Влітку 1853 року епідемія віспи спричинила тисячі смертей, переважно на острові Оаху. Гаваї стали популярним місцем для зимового відпочинку розчарованих старателів у 1850-х роках. Ходили чутки, що деякі з них були філібастьєрами, які сподівалися нажитися на повстанні. Однією з перших була група на чолі з Семюелем Бреннаном, яка не знайшла очікуваної народної підтримки для повстання. До кінця 1853 року загрози, реальні чи уявні, призвели до звернення до короля з проханням розглянути питання анексії до Сполучених Штатів. Гавайські міністрі Роберт Крайтон Віллі та Вільям Літл Лі переконали короля наполягати на тому, що анексія буде прийнятною лише за умови, що Гаваї стануть штатом США.
16 травня 1854 року король Камехамеха III проголосив Гавайське королівство нейтральним у Кримській війні. Питання анексії також не зникло. Британський міністр Вільям Міллер та французький представник Луї Еміль Перрен заперечили проти цього плану. Новий комісар США Девід Л. Грегг отримав інструкції від державного секретаря Вільяма Л. Марсі щодо просування анексії Гаваїв.

### Смерть
Камехамеха III раптово помер 15 грудня 1854 року після короткочасної хвороби, яка, ймовірно, була пов'язана з інсультом. Йому успадкував небіж і названий син Олександр Ліхоліхо, що став відомий під ім'ям Камехамеха IV.
У 1865 році Камеамеа III був перепохований у Королівському Мавзолеї Гаваїв, відомий як Мауна Ала.

## Шлюб

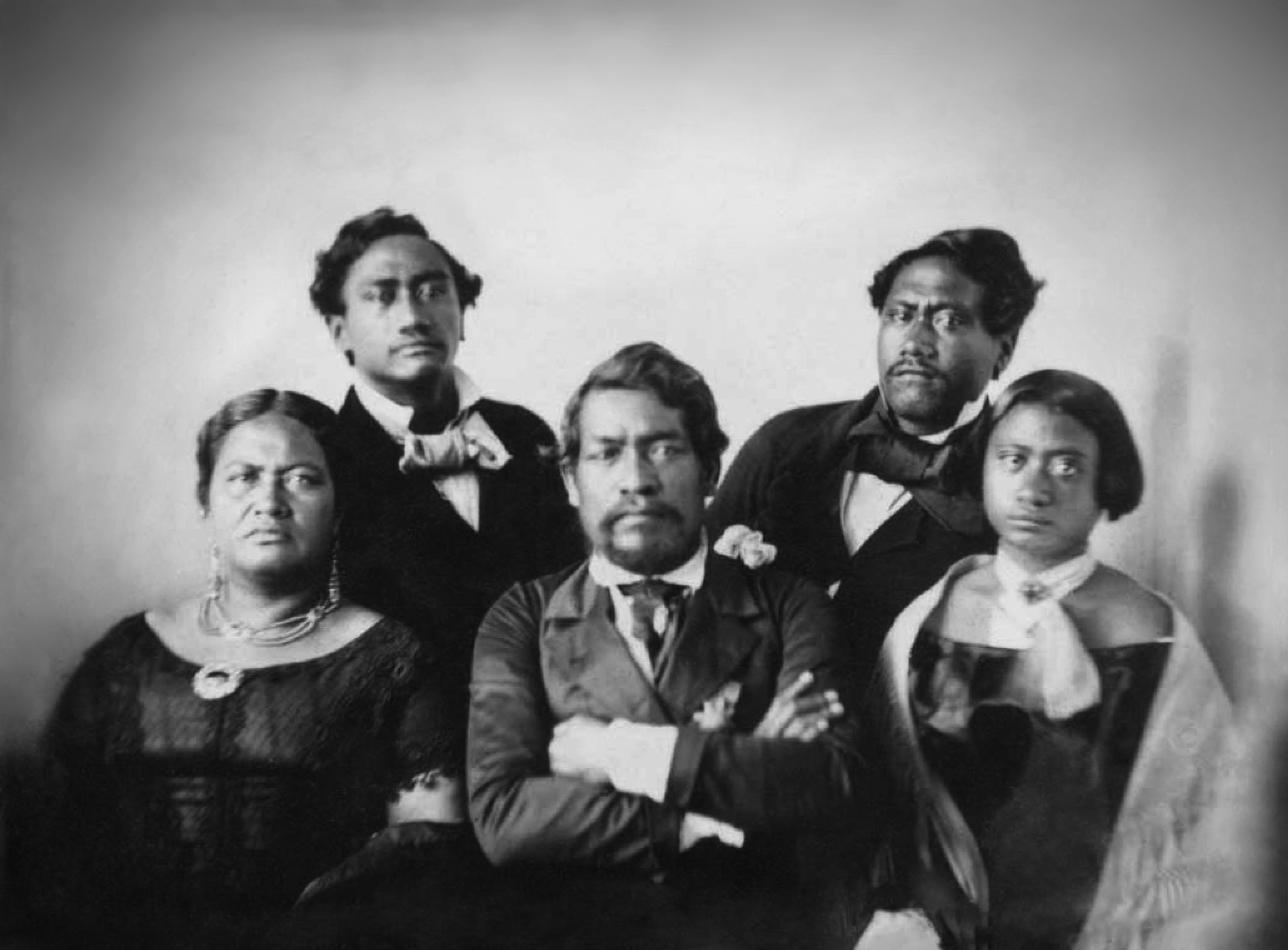
Камеамеа III з дружиною та небогами

У 1832 році було запропоновано, щоб Каманеле, дочка губернатора Джона Адамса Куакіні, була найбільш підходящою за віком, рангом та освітою для його королеви. Але Каманеле померла в 1834 році до весілля.  Натомість Камехамеха III вирішив одружитися з Каламою Хакалелепоні Капакухайлі, всупереч волі сестри Кінау. Батьком Калами був Найхекукуї. Після смерті сестри наприкінці 1836 року він одружився з Каламою 14 лютого 1837 року за християнською церемонією. 
У Камехамехи III та Калами було двоє дітей: принц Кеавеавеаулаокалані I та принц Кеавеавеаулаокалані II, які померли немовлятами. Він та його коханка Джейн Лахілахі, дочка радника його батька Джона Янга, мали незаконнонароджених синів-близнюків: Ківалао, якого Камехамеха спочатку взяв на виховання, помер молодим, тоді як інший близнюк Альберт Кунуякеа вижив і пізніше був усиновлений Камехамехою III та його дружиною королевою Каламою. Кунуякеа дожив до дорослого віку, але помер бездітним 1902 року.

## У філателії
Король зображений на поштовій марці Гавайського королівства (1853) номіналом в 13 центів.